# Vorstandssitzung im Paradies
Vorstandssitzung im Paradies (Original: Paratiisisaaren vangit) ist ein Roman des finnischen Autors Arto Paasilinna aus dem Jahr 1974. Es handelt sich um eine skurrile Geschichte über eine Gruppe von Menschen, deren Flugzeug während eines Sturms im Pazifik abstürzt.

## Handlung
Die Geschichte wird von einem finnischen Journalisten in der Ich-Form erzählt. Er sitzt in einem Flugzeug des englischen Flugzeugtypen Trident. Das Flugzeug wurde von der UNO gechartert und ist von Tokio in Richtung Australien unterwegs. An Bord befinden sich 50 Menschen. Über Melanesien gerät es in einen Sturm und stürzt ab. 48 der 50 Passagiere überleben den Crash. Einzig ein finnischer Waldarbeiter und eine schwedische Krankenschwester sterben. 
Der Erzähler wird zuerst allein auf eine Insel gespült. Nachdem er einige Tage herumirrt, trifft er auf die restlichen Überlebenden. Es wird eine Liste der Menschen erstellt, die den Crash überlebt haben. Es stellt sich heraus, dass auf der Insel von nun an 22 Männer und 26 Frauen wohnen.
Mit der Zeit gewöhnen sich die Gestrandeten an das Leben auf der Insel und fangen an, sich untereinander zu helfen. Dank einer Kiste mit Verhütungsspiralen kommt auf der Insel auch das Zwischenmenschliche nicht zu kurz (im Laufe der Geschichte ist der Erzähler mit zwei Frauen zusammen). Anfangs wird ein Rat von drei Personen an die Spitze gewählt, darunter auch der Erzähler. 
Von da an erfährt man teilweise etwas über die Gestrandeten, ihre Geschichten und ihre eigentlichen Aufträge. Eines Tages kommt ein Hubschrauber auf die Insel und beschießt die Bewohner. Zwei Menschen sterben bei diesem Angriff. Es stellt sich heraus, dass im Innern der Insel ein Krieg herrscht. Als ein indonesischer Soldat in die Gemeinde der Gestrandeten kommt, erfahren die Inselbewohner, dass das Militär Jagd auf Deserteure wie den Indonesier Janne macht. Dieser wirft ein Auge auf die bärbeißige Frau Sigurd, die schließlich auch ein Kind von Janne empfängt. Das Kind wird allerdings erst in Europa geboren.
Nach einiger Zeit haben der Erzähler und der Engländer Keast eine Idee: Sie planen, ein riesiges SOS-Zeichen in den Dschungel zu roden und anzuzünden, damit ein Satellit auf die Lage der Gestrandeten aufmerksam wird. Das ganze Lager ist zunächst begeistert von dem Vorschlag. Während der Arbeiten entstehen am Strand diverse gemütliche Häuser zum normalen Wohnen. Auch eine Schnapsbrennerei und eine Sauna entstehen. Die nun entstandene Dorfgemeinschaft lernt immer mehr, die Tropen zu lieben. Nach ungefähr neun Monaten ist das riesige SOS fertig und bereit, entzündet zu werden. Nun spaltet sich das Lager in zwei Gruppen auf. Die eine Gruppe möchte auf der paradiesischen Insel bleiben, die andere nach Hause. Es wird abgestimmt. Diejenigen, die nach Europa zurückwollen, gewinnen die Wahl knapp. So wird das Zeichen angezündet und nach ein paar Tagen kommen amerikanische Retter. Doch zehn Lagerbewohner, darunter der Erzähler, wollen nicht nach Hause und verstecken sich im Dschungel. Schlussendlich werden sie gewaltsam auf das Rettungsschiff gebracht. Am Ende reisen alle nach Hause, außer Janne, der zu Frau Sigurd zieht.
Ein tiefsinniger Teil der Handlung ist, dass die Inselbewohner in friedlichem Sozialismus miteinander leben. Dies könnte ein Verweis von Paasilinna sein, dass Sozialismus nicht immer zu einem gewaltsamen Ende führen muss. Außerdem entsteht der Kontrast zwischen der zivilisierten Welt, die voll von Kriegen und Leid ist, und dem idyllischen Inselleben, bei dem alle gleich sind und man keine Verpflichtungen hat.

## Hauptpersonen
- Erzähler (finnischer Journalist)
- Vanninen (finnischer Arzt)
- Taylor (englischer Pilot)
- schwarzhaarige Hebamme (finnische Hebamme)
- Reeves (englischer Copilot)
- Frau Sigurd (schwedische Krankenschwester)
- Janne (indonesischer Soldat)
- Maj-Len, Birgitta, Ingrid, Gunvor, Lily (schwedische Krankenschwestern)
- Lämsä, Lakkonen, Ala-Korhonen (finnische Waldarbeiter)
- Keast (englischer Steward)
- Iines Sotisaari (finnische Hebamme)

Folgende Personen wehren sich gegen die Rettung:
- Erzähler
- Taylor
- Lämsä
- Reeves
- Lakkonen
- Birgitta
- Gunvor
- Maj-Len
- Lily
- Iines Sotisaari